# تقسيم مسلسل
التقسيم المسلسل عند الشعراء هو أن يؤتى بشيء في المصراع الأول ثم في المصراع الثاني يصفه بثلاثة أوصاف. ثم في البيت الثاني يعيد تلك الصفات في المصراع الأول منه، ثم يذكر نتيجة تلك الصفات في المصراع الثاني للبيت الثاني، وهكذا حتى نهاية القطعة الشعرية.